# Gerenia abbreviata
Gerenia abbreviata är en insektsart som beskrevs av Brunner von Wattenwyl 1893. Gerenia abbreviata ingår i släktet Gerenia och familjen gräshoppor.

## Underarter
Arten delas in i följande underarter:
- G. a. abbreviata
- G. a. ovipennis